# Augusta de Reuss-Köstritz
Titre
Grande-duchesse de Mecklembourg-Schwerin (en)
3 novembre 1849 – 3 mars 1862
(12 ans et 4 mois)
Augusta de Reuss-Köstritz, princesse de Reuss-Köstritz puis, par son mariage, grande-duchesse de Mecklembourg-Schwerin, est née le 26 mai 1822 à Klipphausen, en Saxe, et décédée le 3 mars 1862 à Schwerin en Mecklembourg-Schwerin. Épouse du grand-duc Frédéric-François II de Mecklembourg-Schwerin, elle règne avec lui entre 1849 et 1862.